# الن اوباندو
الن اوباندو (انگلیسی: Allen Obando؛ زادهٔ ۱۳ ژوئن ۲۰۰۶) بازیکن فوتبال اهل اکوادور است که در حال حاضر برای باشگاه ورزشی بارسلونا بازی می‌کند. 
وی همچنین در تیم ملی فوتبال اکوادور بازی کرده است.